# SAMURAI CODE
『SAMURAI CODE』（サムライコード）は、2010年1月8日から2010年3月26日テレビ東京系列で、毎週金曜日の22:54 - 23:00に放送されていた佐藤浩市主演の連続テレビドラマ。ノークレジットになっているが事実上トヨタ自動車の1社単独提供番組である。
主演の佐藤が出演している、トヨタ・マークXのCMの世界観をドラマ化したものであり、CMキャラクターである「佐藤部長」の活躍をオリジナルストーリーで展開させている。ヒロイン役のWEB公開オーディションが行われ、「X-Girl」と命名され2名抜擢された。
本作での「佐藤部長」の舞台は投資ファンド会社。破綻したショッピングモールの再生を軸として人間ドラマが展開される。

## 登場人物
須藤康平（48)-佐藤浩市
主人公。投資ファンド会社「Wise Coleman Funds」の戦略投資本部部長シニアディレクター。
牧村元-鶴見辰吾
須藤の古い友人で、現在はライバル会社「Credit Stars」のシニアディレクターになっている。
瀬戸かおり-本上まなみ
既に他界。須藤と牧村が共に想いを寄せていた。
板倉祥子 -鈴木砂羽
Wise Coleman Fundsのファンドマネージャー。
秋山美希-中園友乃（X-Girl）
須藤の部下。
本谷伸二-青木崇高
Wise Coleman Fundsのファンドマネージャー。
辻本瞳-高久ちぐさ（X-Girl）
須藤の秘書。
轡田明-中原丈雄
Wise Coleman Fundsのアジア担当局長。須藤にプレッシャーをかける。

## その他出演者
- 星野光代
- 常石梨乃
- 太宰美緒
- 津村和幸
- 江口哲路
- 田中明人
- 森雄次
- 浅田陽子
- 斉藤麻衣

## スタッフ
- 企画・製作著作：電通
- 制作プロダクション：ROBOT
- 監督：羽住英一郎
- 脚本：平田研也
- 音楽：川井憲次
- 制作プロデュース：井上邦彦、笹岡啓嗣、安藤親広、松本隆洋
- ラインプロデューサー：森井輝
- 脚本監修：小池邦彦
- 撮影：江崎朋生
- 照明：木村明生
- 美術：北谷岳之
- 選曲・音響効果：藤村義孝
- 車輌：カースタントTAKA
- メイキング：大濱英一郎
- 技術協力：IMAGICA
- 美術協力：テレビ朝日クリエイト、東宝映像美術
- 照明協力：日本照明
- VFX：アンシブルタイトル
- スタジオ：東宝スタジオ
- キャスティング：佐久間一枝、戸村文美、千田未玲、山崎佳夫
- プロデューサー：日枝広道、宮地智子
- シニアクリエーティブディレクター：伊藤浩之
- プランナー：大石誠一、木津孝次郎、村上智

| テレビ東京 金曜22:54 - 23:00枠 | テレビ東京 金曜22:54 - 23:00枠 | テレビ東京 金曜22:54 - 23:00枠                                                 |
| 前番組                         | 番組名                         | 次番組                                                                         |
| ------------------------------ | ------------------------------ | ------------------------------------------------------------------------------ |
| 流語〜ナガレガタリ〜           | SAMURAI CODE                   | ワールドビジネスサテライト ※22:54 - 23:58 【6分拡大】 （ここから全国ネット枠） |